# Będzino
Będzino is een plaats in het Poolse district  Koszaliński, woiwodschap West-Pommeren. De plaats maakt deel uit van de gemeente Będzino en telt 580 inwoners.